# Рабинович-Марголина, Сарра Самойловна
Сарра Самойловна Рабинович-Марголина (1880, Березино, Минская губерния — ?) — русско-еврейский экономист, общественный деятель и автор воспоминаний.

## Биография
Занималась философией и политической экономией в Карлсруэ и при Гейдельбергском и Фрайбургском университетах. В 1902 окончила Фрайбургский университет (доктор философии).
Последние годы занималась статистикой. В 1904 в «Мире Божьем» был напечатан её рассказ «Без таланта», продолжение которого под названием «На родине» напечатано было в «Книжках „Восхода“» (1905).

## Статьи
- «Ситуация еврейского пролетариата в Могилёве-на-Днепре» (1902);
- «Организация еврейского пролетариата в России» (1903);
- «К вопросу о положении евреев в Галиции» (Кн. «Восхода», 1903);
- «Народное воспитание евреев в Галиции» («Еврейская школа», 1904);
- «К женскому вопросу у евреев» («Еврейский мир», 1909);
- «Жизнь торговых и ремесленных классов в изображении Переца» («Еврейский мир», 1909);
- «К вопросу о подготовке еврейских учительниц» (Вестник Общества для распространения просвещения, 1911).